# Nimba-massief
Het Nimba-massief is een bergketen in het grensgebied van de landen Ivoorkust, Guinee en Liberia.
Het Nimba-massief maakt deel uit van de zuidelijke Hooglanden van Guinea en grenst aan het Toura-gebergte. De bergketen strekt zich uit van zuidwest naar noordoost en heeft een lengte van ongeveer 40 kilometer. De hoogste top is de 1752 meter hoge Mont Nimba, die precies op de grens van Ivoorkust en Guinee ligt en de hoogste top van beide landen is. Ook de hoogste top van Liberia maakt onderdeel uit van het Nimba-massief, deze top is 1384 meter hoog. Drie van de grootste rivieren van Liberia, de Cavalla, de Saint John en de Cestos, ontspringen in het Nimba-gebergte.
Aan de zuidzijde van het massief bevinden zich laaglandregenwouden, terwijl ten noorden ervan savannes zijn.